# 2017年马来西亚青少年羽毛球锦标赛
2017年马来西亚青少年羽毛球锦标赛，為第6屆马来西亚青少年羽毛球锦标赛，是一項由世界羽联主辦予各國的青年羽毛球選手（19歲以下）參加的国际性羽毛球賽事。本屆賽事在马来西亚玻璃市加央內的Dewan Wawasan 2020館舉行。本届赛事吸引了各國青年好手共同参与，則於9月5日至9月9日舉行。

## 優勝者
| 項目             | 冠軍                                          | 亞軍                                                  | 季軍                            |
| 男子單打（詳細） | 伊赫桑·利奥纳多·伊曼努埃尔·伦贝伊             | Handoko Yusuf Wijayanto                               | Gatjra Piliang Fiqihila Cupu    |
| 男子單打（詳細） | 伊赫桑·利奥纳多·伊曼努埃尔·伦贝伊             | Handoko Yusuf Wijayanto                               | 阿尔贝托·阿尔文·尤利安托        |
| 女子單打（詳細） | 陈念祖                                        | 欧朗姆·奥克塔维亚·维纳塔                              | 魏雅欣                          |
| 女子單打（詳細） | 陈念祖                                        | 欧朗姆·奥克塔维亚·维纳塔                              | Asty Dwi Widyaningrum           |
| 男子雙打（詳細） | Emanuel Randhy Febryto Alfandy Rizki Kasturo  | 吉法里·阿南达法·普里哈迪卡 费迪安·马哈迪卡·拉尼阿尔迪 | 邸子健 王昶                     |
| 男子雙打（詳細） | Emanuel Randhy Febryto Alfandy Rizki Kasturo  | 吉法里·阿南达法·普里哈迪卡 费迪安·马哈迪卡·拉尼阿尔迪 | 利奥·罗利·卡尔南多 丹尼尔·马丁  |
| 女子雙打（詳細） | 乔萨·法迪拉·苏吉亚托 莉布卡·苏吉阿托          | 陈康乐 杜頤溈                                         | Kim Min Ji Seong Ah Yeong       |
| 女子雙打（詳細） | 乔萨·法迪拉·苏吉亚托 莉布卡·苏吉阿托          | 陈康乐 杜頤溈                                         | 鄭那銀 李允基                   |
| 混合雙打（詳細） | 耶烈米亚·埃里克·约舍·雅各布 安延利卡·維拉達瑪 | 里汉·诺法勒·库沙尔扬托 西蒂·法迪亚·席尔瓦·拉马丹蒂    | 里诺夫·里瓦尔迪 莉布卡·苏吉阿托 |
| 混合雙打（詳細） | 耶烈米亚·埃里克·约舍·雅各布 安延利卡·維拉達瑪 | 里汉·诺法勒·库沙尔扬托 西蒂·法迪亚·席尔瓦·拉马丹蒂    | Wang Chan Kim Min Ji            |